# Waresley-cum-Tetworth
Waresley-cum-Tetworth – civil parish w Anglii, w Cambridgeshire, w dystrykcie Huntingdonshire. W 2011 civil parish liczyła 279 mieszkańców.